# Conus fabula
Conus fabula é uma espécie de gastrópode do gênero Conus, pertencente à família Conidae.